# Fish in a Drawer
Fish in a Drawer is een aflevering van de Amerikaanse sitcom Two and a Half Men en de zeventiende van het vijfde seizoen, uitgezonden op de commerciële zender CBS op 5 mei 2008. Het is de 113e aflevering uit de reeks. De aflevering is een cross-over met de misdaadserie CSI: Crime Scene Investigation en is de tegenhanger van de CSI: Crime Scene Investigation-aflevering Two and a Half Deaths.
De aflevering is geregisseerd (Jeff Melman) en geschreven (Sarah Goldfinger en Evan Dunsky) door de makers van CSI: Crime Scene Investigation. Bizar genoeg is geen enkele acteur uit de televisieserie CSI: Crime Scene Investigation te zien en worden de onderzoekers gespeeld door andere acteurs. De aflevering werd louter geregisseerd door de crew van de serie CSI: Crime Scene Investigation.

## Inhoud

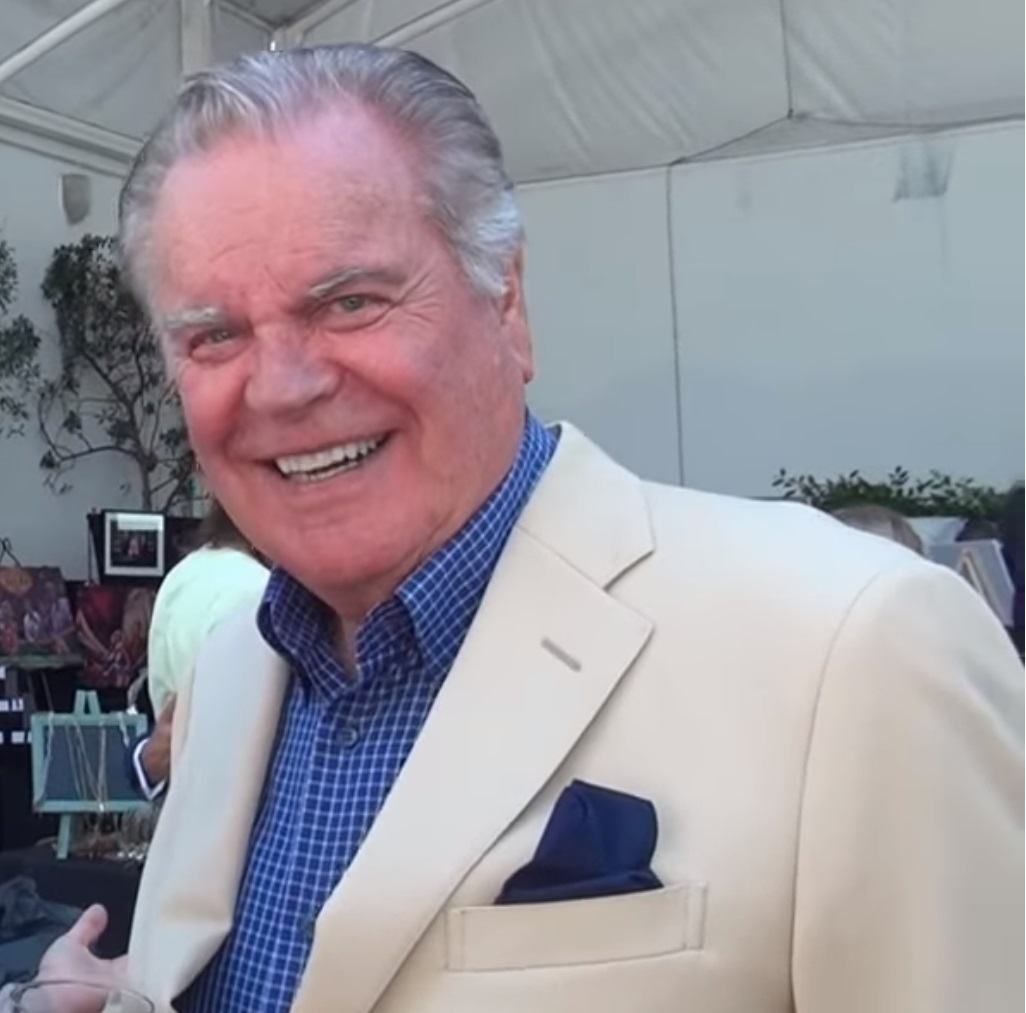
De aflevering draait om de dood van het personage Teddy Leopold (Robert Wagner)

De aflevering draait om Teddy Leopold (Robert Wagner), die tijdens de huwelijksreceptie van hoofdpersonage Charlie Harpers (Charlie Sheen) moeder Evelyn (Holland Taylor) dood wordt aangetroffen op Charlies bed. Teddy en Evelyn waren op dat ogenblik dus pas getrouwd en het huwelijksfeest was net afgelopen. Een onderzoekersteam van een plaats delict doorzoekt Charlies huis en probeert erachter te komen wie Teddy heeft vermoord.
Charlie wil op de receptie nog steeds trouwen met Courtney (Jenny McCarthy), zijn nieuwe stiefzus, en besluit met haar naar zijn kamer te gaan. Als ze in het donker op bed gaan liggen, ontdekt Courtney dat ze ergens op ligt, als Charlie het licht aandoet, vindt hij Teddy dood op zijn bed met zijn broek om zijn knieën en lippenstift op zijn penis. Als Charlie alles aan zijn broer Alan (Jon Cryer) vertelt, weten ze dat ze een nog groter probleem hebben: het hun moeder vertellen. Haar familie informeert Evelyn over de dood van haar echtgenoot, en Evelyn verzilvert hun reistickets voor een reis naar Fiji voordat ze de politie belt.
Wanneer de politie arriveert en de plaats delict heeft onderzocht, worden Charlie, Alan, Evelyn, huishoudster Berta, Courtney en Alans zoon Jake naar het bureau gebracht voor afzonderlijk verhoor. Charlie raakt meer geobsedeerd door zijn aantrekkelijke ondervrager (Jamie Rose), Alan is bang om de nor in te vliegen en kan niet eerlijk praten, Evelyn besteedt meer tijd aan klagen over haar koffie met Teddy, Berta blijkt tijdverspilling te zijn, en Jake praat slechts over eten. Het wordt al snel duidelijk dat Evelyn een gemakkelijk doelwit is, aangezien bijna al haar vroegere echtgenoten waren overleden. Evelyn vermeldt namelijk dat haar eerste echtgenoot Francis (de vader van Charlie en Alan) stierf door voedselvergiftiging, en legde uit dat ze toen een jonge bruid was die leerde koken en niet wist dat je "geen vis in een la kon bewaren" ("Fish in a Drawer").
De onderzoekers ontdekken dat Nathan Krunk en Sylvia Fishman de echte namen van Teddy en Courtney zijn, en dat ze niet eens familie van elkaar zijn. Het blijkt dat Sylvia en Nathan eigenlijk oplichters waren. Nathan zou zijn vermoord getuige van een blauwe plek op zijn achterhoofd, maar uiteindelijk bleek dat hij stierf aan een hartaanval terwijl hij seks had met Sylvia in Charlies bed. De blauwe plek had hij twee dagen eerder opgelopen, toen hij zijn hoofd stootte, ook al tijdens de seks met Sylvia. Terwijl de politie Sylvia wegleidt, is Charlie verontwaardigd. Het enige wat Charlie kan uitbrengen is echter: "Ik wacht op je."
Twee jaar nadat de aflevering origineel op het scherm kwam, werd Sylvia vrijgelaten. Jenny McCarthy keert terug als Sylvia (Courtney) tijdens de tiende aflevering van het achtste seizoen ("Ow, Ow, Don't Stop").

## Rolverdeling
Hoofdpersonages
- Charlie Sheen (Charlie Harper)
- Jon Cryer (Alan Harper)
- Angus T. Jones (Jake Harper)
- Conchata Ferrell (Berta)
- Holland Taylor (Evelyn Harper)

Gastpersonages
- Robert Wagner (Teddy Leopold)
- Jenny McCarthy (Courtney Leopold)
- Carrie Reichenbach (Alexis)
- Hope Allen (Jenna)
- Jamie Rose (Sloane Jagov)
- Michael Lowry (Wes Tosterone)
- Robert John Burke (Detective Henry Ketchum)
- Ping Wu (Coroner)
- Nicole Malgarini (Misti)

## Trivia
- Charlie Sheen (Charlie Harper), Jon Cryer (Alan Harper) en Angus T. Jones (Jake Harper) hebben een cameo in de CSI-aflevering Two and a Half Deaths.[4]
- Charlie en Alan verwezen al eerder naar hun moeder Evelyn die vermoedelijk hun vader Francis heeft vergiftigd met een visgerecht. In de aflevering "Go East on Sunset Until You Reach the Gates of Hell" van het eerste seizoen, nemen de broers een taxi naar huis na een avond op de lappen te zijn geweest. Ze belanden zonder het te beseffen in een aflevering van Taxicab Confessions.